# Shōko Tamura
Pour les articles homonymes, voir Tamura.
Shōko Tamura (田村 翔子, Tamura Shōko) est une ancienne joueuse de volley-ball japonaise née le 14 avril 1990 à Kamisato (Préfecture de Saitama). Elle mesure 1,77 m et jouait au poste de réceptionneuse-attaquante. 

## Clubs
| Club                              | De        | À         |
| --------------------------------- | --------- | --------- |
| Shimokitazawa Seitoku High School | 2006-2007 | 2008-2009 |
| Pioneer Red Wings                 | 2009-2010 | 2013-2014 |